# LIVE A GO GO! 001 〜every part of me〜
『LIVE A GO GO! 001 〜every part of me〜』（ライブ・ア・ゴーゴー ゼロゼロワン エブリー・パート・オブ・ミー）は、日本の女性ロック歌手・田村直美の2枚目のライブアルバムである。2002年8月20日発売。

## 収録曲
全曲とも作詞：田村直美
1. Realize(2002 Live ver.)（3:54） 
作曲：田村直美　編曲：川本盛文
21枚目のシングル。BS-2系アニメ『砂漠の海賊!キャプテンクッパ』オープニング・テーマ。
2. Dream on dreamer (2002 Live ver.)（4:08） 
作曲：田村直美・林部直樹・tatsuaki@moritoki.com　編曲：tatsuaki@moritoki.com
20枚目のシングルのB面。
3. WILD SENSATION(2002 Live ver.)（4:10） 
作曲：田村直美・Joey Carbone　編曲：月光恵亮・高橋利光
13枚目のシングル。大塚製薬「オロナミンC」コマーシャル・ソング
4. It's a perfect crime (2002 Live ver.)（4:58）
5. Grayのムジュン (2002 Live ver.)（4:15）
6. Can you try hard little more there? (2002 Live ver.)（4:00）
7. Touch me(2002 Live ver.)（3:52） 
作曲：田村直美・石川寛門　編曲：月光恵亮・須貝幸生・高橋利光
8枚目のシングル。
8. 星降る夜に (2002 Live ver.)（4:43） 
作曲：田村直美・石川寛門　編曲：月光恵亮・高橋利光
4枚目のアルバム『Grace』に収録。
9. Nothing (2002 Live ver.)（5:30）
10. Cool down -特別な愛の詩- (2002 Live ver.)（4:01） 
作曲、編曲：SHO-TA
11. One step (2002 Live ver.)（5:00） 
作曲、編曲：SHO-TA
12. Feel my way どんな時がきても (2002 Live ver.)（5:24）